# Vênus (banda)
Vênus foi uma banda de heavy metal brasileira com origem na cidade de Teresina, capital do estado do Piauí.

## História
O Vênus foi uma banda de heavy metal que atuou no cenário musical brasileiro na década de 1980. O grupo formou-se no início de 1982, em Teresina, Piauí, com Pincel no baixo, Kinha na bateria, Nenê na guitarra líder e Thyrso Marechal no vocal e na guitarra base.
Tocavam inicialmente covers de várias bandas do cenário internacional. Logo, porém, começaram a compor material próprio e a tocar bastante ao vivo, principalmente seu material autoral. Em 1984, apresentaram-se no Festival Setembro Rock, em Teresina, diante de 2000 pessoas. No mesmo ano, o guitarrista Ico Almendra  juntou-se à banda no lugar de Nenê, irmão do baterista Kinha, que teve que se retirar da banda por motivos profissionais. Um ano e meio depois, a primeira fita demo, com 6 faixas, foi gravada e para a divulgação da mesma, partiram para a procura de um vocalista mais agressivo, quando então encontraram Kleber, ex-integrante da banda Wagark.
No ano de 1986, começaram a gravar o primeiro (e que acabaria por ser o único) álbum, Vênus. Nessa época, pouco antes do início da gravação, o novo vocalista deixou a banda e Thyrso Marechal teve que voltar a cantar, fazendo o papel de vocalista do disco. No material produzido, a capa do álbum apresentava o pôr-do-sol, visto a partir do delta do Rio Parnaíba, em meio à tábua zodiacal e o verso da capa apresentava a silhueta dos membros da banda na cor cinza, emoldurando a temática musical do trabalho: ecologia, misticismo e o anti-racismo.
Após a gravação do álbum, João Filho assumiu os vocais e com essa nova formação o grupo fez uma turnê por algumas cidades do meio norte do Brasil, chegando a deslocar-se até São Paulo para promover o álbum. Na capital paulista fizeram dois concertos que chegaram a ser filmados oficialmente, além do álbum ter sua audição registrada numa crítica positiva de uma edição de 1986 da revista especializada Rock Brigade, até hoje publicada. O estilo das faixas do álbum foi marcado por longos duetos de guitarra, além de letras em português e, a despeito da escassez dos recursos técnicos empregados na gravação dos "riffs" das guitarras e bateria, o álbum é atualmente reconhecido como um dos precursores e um dos mais antigos registros no Brasil de heavy metal cantado em português, além de uma qualidade musical surpreendente no contexto do estilo, naquela década, denominado "metal nacional".
Ainda em 1986, tocaram novamente na última edição do Festival Setembro Rock, ao lado de bandas como A Chave do Sol, Megahertz e outras. Após alcançar reconhecimento com letras em português, longos duetos de guitarra e de ter influenciado o cenário do "heavy metal" nacional, a banda separou-se inesperadamente no final da década de 1980.
O Vênus chegou a se reunir em várias apresentações isoladas nos anos de 1988 e 1989, numa última formação contando com um guitarrista até então desconhecido, de nome Erisvaldo Borges, que chegou a compor algumas faixas com influências de música clássica, na linha do estilo neoclássico de  Yngwie Malmsteen, mas que jamais foram gravadas em CDs ou LPs. Juntou-se à banda, na época, um guitarrista de nome Marcelo Leonardo, porém tais reuniões não prosseguiram por muito, até a banda se desfazer definitivamente no final do ano de 1989.
Tanto o grupo, quanto o álbum lançado, aparecem listados numa das mais proeminentes referências enciclopédicas do rock brasileiro até o final dos anos 1980: o ABZ do rock brasileiro, de Marcelo Dolabela.
Após o fim do Vênus, os guitarristas Ico e Thyrso formaram a banda Avalon; Thyrso não permaneceu por muito tempo e, após deixar o Avalon, participou da primeira formação (1991) da Scud (banda), atuando na primeira gravação (Lampião) do grupo que atua até hoje no cenário do rock brasileiro. Atualmente, Thyrso participa do projeto da banda Radiofônicos, adepta do estilo rock'n'roll e blues-rock, e do grupo Retrorock que faz covers de clássicos do Hard rock.
Já o guitarrista Ico Almendra participou da gravação de todos os álbuns do Avalon e mudou-se para os Estados Unidos, onde vive com a família e os filhos até hoje em dia, e depois de um tempo afastado da música, voltou a compor e gravar. Seu primeiro álbum solo foi lançado em 2005, nos EUA, sob o pseudônimo de Frank Krischman. O segundo foi gravado em 2007, chamado "Full Bloom", em parceria com a cantora paulistana Olivia, e chegou a ter uma boa distribuição e reconhecimento da crítica, sendo indicado a melhor álbum do ano em um prêmio da revista Dynamite. Esses dois álbuns seguem a linha do folk rock acústico. Em Austin (EUA) tem participado de vários projetos, todos envolvendo de alguma forma música brasileira. Foi membro da "The Flying Club", banda do Texas, com um disco gravado (Far and Away - 2006), que mistura pop estadunidense com MPB. Ela participa de outros grupos todos relacionados com música Brasileira e World Music, entre eles: Seu Jacinto, Macaxeira Funk e Tio Chico, sendo essa última seu projeto solo, onde ele também canta e tem oportunidade de misturar toda a sua diversa bagagem musical com elementos de rock, usando o nome de Frank Almendra 
Erisvaldo Borges abandonou, desde o final da década de 1990, o uso de guitarras elétricas, tornando-se um violonista clássico instrumental reconhecido no cenário nacional e internacional, chegando a gravar onze CDs instrumentais e atualmente atua como organizador do Festival Nacional de Violão do Piauí - Fenavipi que ocorre anualmente, contando com atrações do violão instrumental de vários estados brasileiros, além do exterior.Borges também realiza um trabalho único no Brasil na área de educação musical, por meio de suas oficinas de violão, que estão presentes em 35 escolas da rede municipal da cidade de Teresina no Piauí e atendem mais de 800 alunos das mais diferentes idades.
Atualmente, dos ex-integrantes da banda, somente Thyrso, Ico e Erisvaldo Borges ainda continam atuando como músicos. A outra parte dos ex-integrantes ainda vivem em Teresina, onde possuem lojas e negócios próprios. O baterista Kinha e o baixista Pincel tornaram-se empresários do ramo de armarinho e construção civil, atuando na região Meio-Norte do Brasil (Piauí, Maranhão e Ceará). Na mesma região, o vocalista João Filho passou a atuar no ramo de comércio de veículos, não mais sendo ouvido nos palcos do rock nacional.
Quase três décadas após a gravação original, as 1000 unidades do LP prensadas e lançadas no início da década de 1980 tornaram-se peças de colecionador, sendo possível para os fãs atuais da história de "heavy" nacional a audição da banda somente em registros obtidos em sites especializados de rock, e o disco e banda adquiriram um status dentro da cena de Rock pesado e Heavy metal Brasileiro sendo escolhido entre os 15 álbuns clássicos do Metal Nacional pelo respeitado website Whiplash.net.
Recentemente, em Julho de 2017, a banda fez um show de reunião com os integrantes originais: Thyrso, Ico, Pincel, Kinha e com João Filho nos vocais. Eles tocaram no bem sucedido festival BB Rock Theresina. O show e evento foram um sucesso e agora a banda espera se manter ativa com novas gravações e participações em shows especiais.

## Integrantes
| Atuação    | 1ª Formação | 2ª Formação           | 3ª Formação | 4ª Formação | 5ª Formação | 6ª Formação      |
| Vocal      | Thyrso      | Thyrso                | Kleber      | Thyrso      | João Filho  | João Filho       |
| Guitarra 1 | Nenê        | Ico (Frank Krischman) | Ico         | Ico         | Ico         | Erisvaldo Borges |
| Guitarra 2 | Thyrso      | Thyrso                | Thyrso      | Thyrso      | Thyrso      | Marcelo Leonardo |
| Baixo      | Pincel      | Pincel                | Pincel      | Pincel      | Pincel      | Pincel           |
| Bateria    | Kinha       | Kinha                 | Kinha       | Kinha       | Kinha       | Kinha            |

## Discografia

### Álbuns de estúdio
- 1986 - Vênus
- 1. "Babão"
- 2. "Solta o Vírus"
- 3. "Existência"
- 4. "Cinza"
- 5. "Metal"
- 6. "Misticismo"
- 7. "Elos de Nossa Utopia"
- 8. "Armagedom"